# Головчаста кістка
Головчаста кістка (лат. os capitatum; os magnum) — одна з кісток зап'ястка. Зчленовується з третьою п'ястковою кісткою, утворюючи третій зап'ястково-п'ястковий суглоб, другою і четвертою п'ястковими, а також зі човноподібною, півмісяцевою, трапецієподібною і гачкуватою кістками зап'ястка. Гомологічна третій дистальній зап'ястковій кістці плазунів і земноводних.

## Будова
Головчаста кістка є найбільшою із зап'ясткових кісток (звідси і її друга латинська назва os magnum — «велика кістка»), розташовується в дистальному ряді. Дистальна поверхня зчленовується з третьою п'ястковою кісткою (середнього пальця), латеральна чи ліктьова — з гачкуватою кісткою, променева чи медіальна — з трапецієподібною кісткою, проксимально вона прилягає до півмісяцевої і човноподібної кісток :708–709. Проксимальна частина кістки округла і називається головкою головчастої кістки (caput ossis capitati): нею вона входить у порожнину, утворену півмісяцевою та човноподібною кістками. Дистальна частина називається тілом (corpus ossis capitati), а звужена ділянка між проксимальною і дистальною частинами — шийкою (collum ossis capitati).
У деяких випадках головчаста кістка зчленовується не з третьою, а з другою п'ястковою кісткою (вказівного пальця).

### Поверхні
- Верхня поверхня (facies superior) — кругла, гладка, зчленовується з півмісяцевою кісткою[2].
- Нижня поверхня (facies inferior) — розділена двома гребенями на три грані, якими зчленовується з другою, третьою та четвертою п'ястковими кістками, грань для третьої зап'ясткової є найбільшою[2].
- Дорсальна поверхня (facies dorsalis) — широка і шерехата[2].
- Долонна чи передня поверхня (facies palmaris) — вузька, округла і шерехата, до неї кріпляться зв'язки та частина привідного м'яза великого пальця.
- Бічна чи латеральна поверхня (facies lateralis) — зчленовується з трапецієподібною кісткою маленькою гранню на передньо-нижньому куті, за якою є шерехата заглибина для кріплення міжкісткових зв'язок. Вище розташовується глибока шерехата борозна, що утворює частину шийки і служить для кріплення зв'язок; вище вона обмежена гладкою вигнутою поверхнею, що зчленовується з човноподібною кісткою[2].
- Присередня чи медіальна поверхня (facies medialis) — зчленовується з гачкуватою кісткою гладкою увігнутою видовженою гранню, що займає її задню і верхню частини; спереду вона шерехата для кріплення міжкісткової зв'язки[2].

## Функції
Разом з іншими зап'ястковими кістками бере участь в утворенні кісткової основи руки :708, уможливлює рух зап'ястка у поздовжній (парасагітальній) і поперечній (фронтальній) площині. Як писав доктор Г. А. Герріс у «Британському медичному журналі» у 1944 р., «міцність конструкції руки людини зосереджена в променевій кістці, великому, вказівному і середньому пальцях». Саме цим пояснюється те, що головчаста кістка є найбільшою: це необхідно для витримання навантажень, які зазнає середній палець.

## Розвиток
Осифікація головчастої кістки починається у віці 1-5 місяців.

## Клінічне значення
Завдяки центральному положенню головчастої кістки її переломи трапляються рідко: всього у 1,3 % випадків всіх переломів п'ясткових кісток, з них ізольовані (не супроводжувані переломами інших кісток) становлять лише 0,3 %, окрім того, переломи часто виявляються незміщеними.
Зазвичай переломи головчастої кістки супроводжують переломи човноподібної.
Механізми переломів можуть бути різними: пряме травмування дорсальної поверхні, падіння на долонь при напруженому зап'ястку, падіння на зігнуту руку; причому другий механізм є найчастішим, а третій найрідшим.
У разі, якщо рентгенограма не виявить зміщення фрагментів, необхідна іммобілізація гіпсовою пов'язкою або легким зап'ястковим бандажем. Після зняття гіпсу показана фізіотерапія для повернення рухомості зап'ястка і зміцнення його м'язів.
Якщо виявлено зміщення фрагментів, показане хірургічне втручання: фіксація фрагментів гвинтами (наприклад, гвинтами Герберта) або спицями Кіршнера. Безголовковий гвинт має перевагу перед спицею тим, що стягує фрагменти поперек місця зламу і дозволяє раніше почати рух зап'ястком. Зміщення може спричинити пошкодження зв'язки між головчастою і човноподібною кістками, у цьому разі необхідно відповідне лікування.
Оскільки кровопостачання головчастої кістки обмежене, у лікувальному процесі можливі ускладнення. Вони можуть проявляти себе розлитим болем при русі, і можуть тривати кілька місяців. Внаслідок браку кровопостачання і неналежному лікуванні є ризик руйнування кістки (аваскулярного некрозу). Найчастішим ускладненням є незрощення, воно трапляється в 19,6-56 % випадків ізольованих переломів головчастої кістки. Своєчасна діагностика важлива для успішного лікування.

## Галерея

Положення головчастої кістки (виділена червоним). Ліва рука. Анімація.
Головчаста кістка лівої руки великим планом. Анімація.
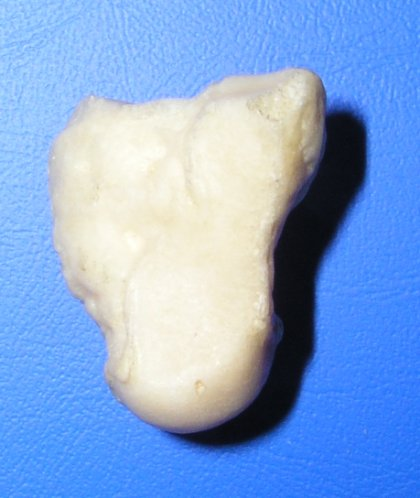
Головчаста кістка лівої руки. Ліктьова поверхня (з боку мізинця)
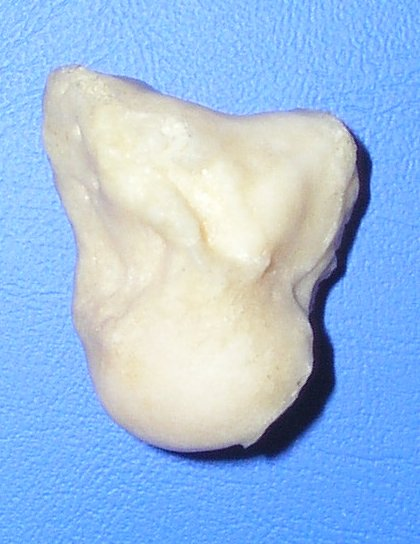
Головчаста кістка лівої руки. Променева поверхня (з боку великого пальця)
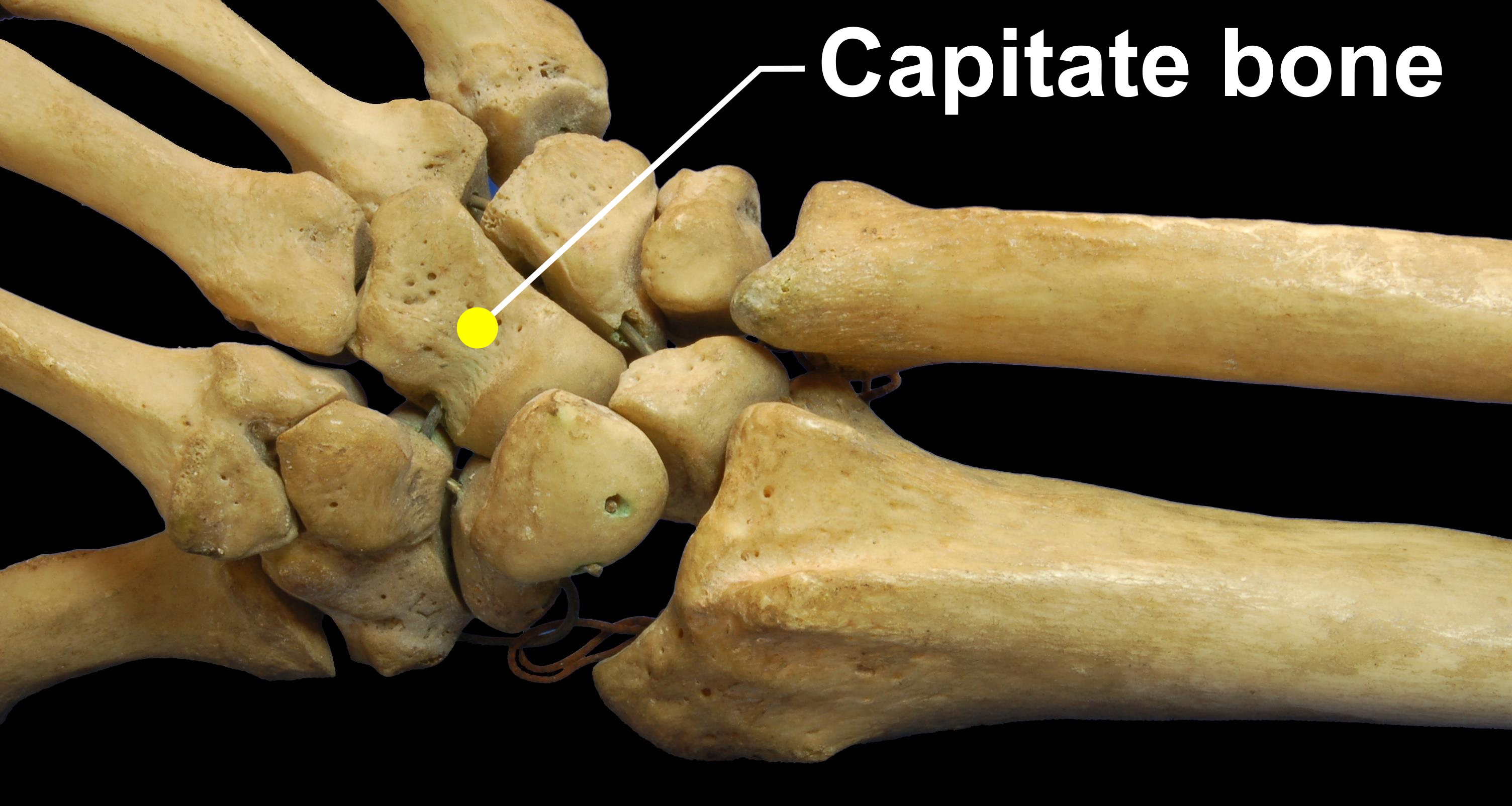
Права рука ззаду (тильна поверхня). Великий палець унизу.
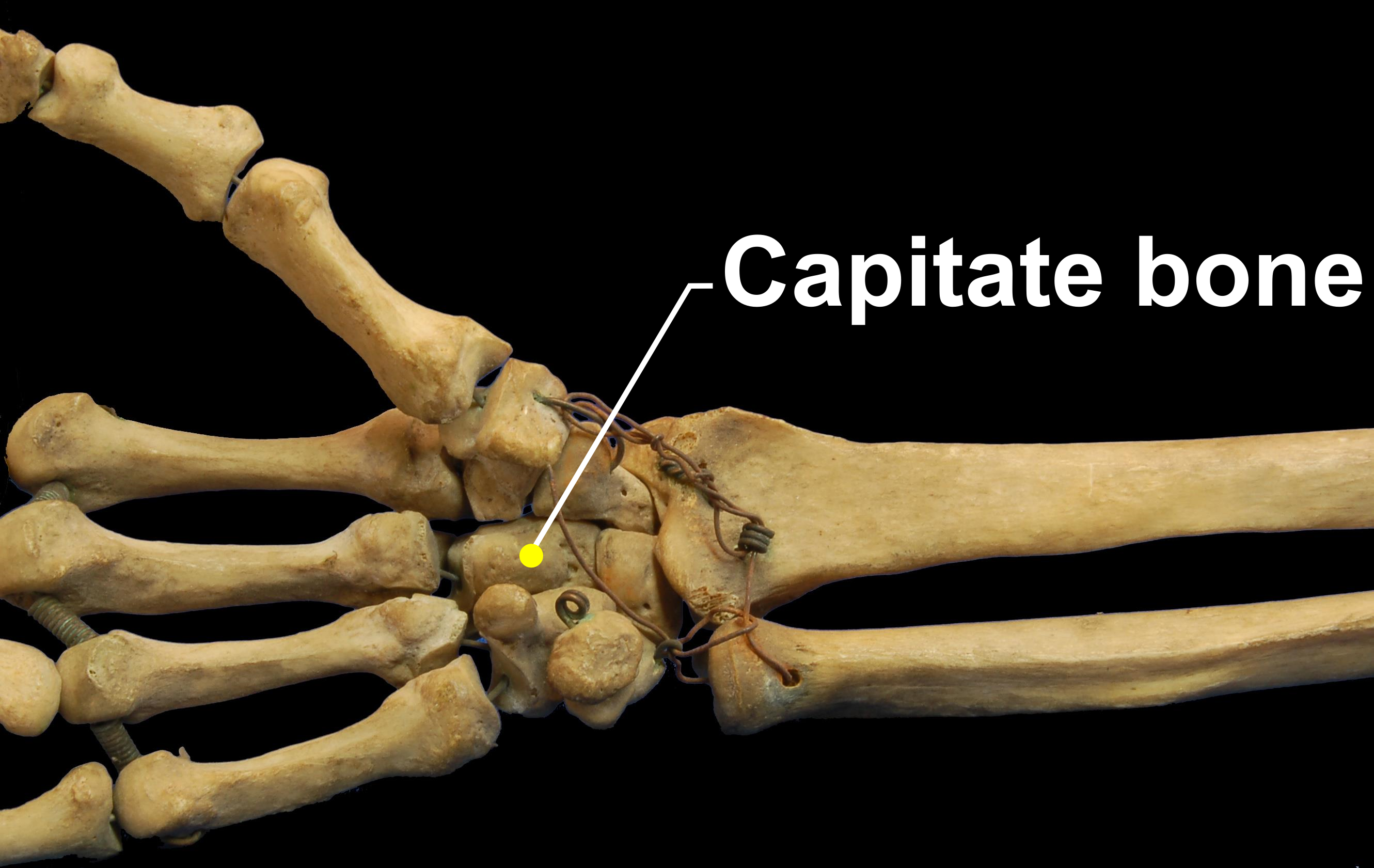
Права рука спереду (долонна поверхня). Великий палець угорі.
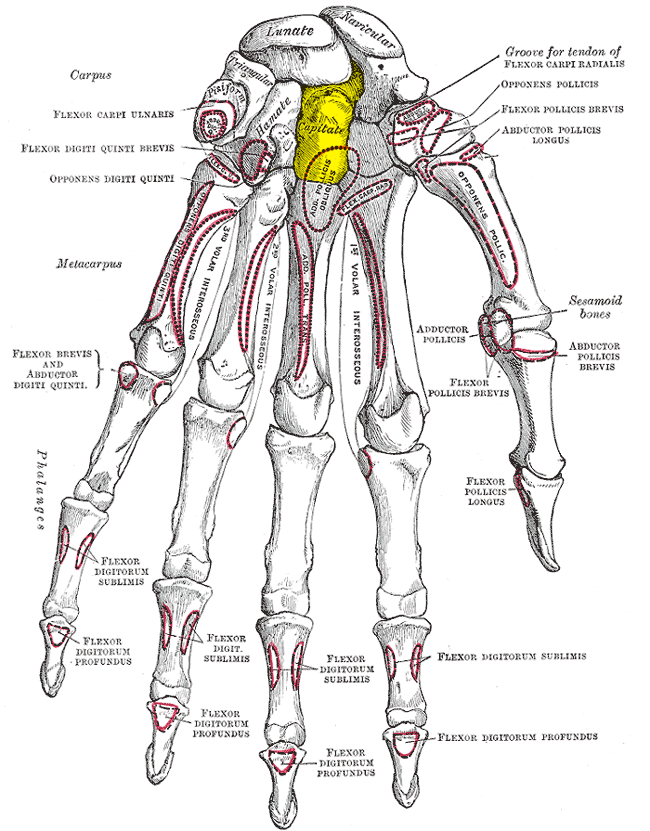
Головчаста кістка (виділена жовтим). Ліва рука. Долонна поверхня.
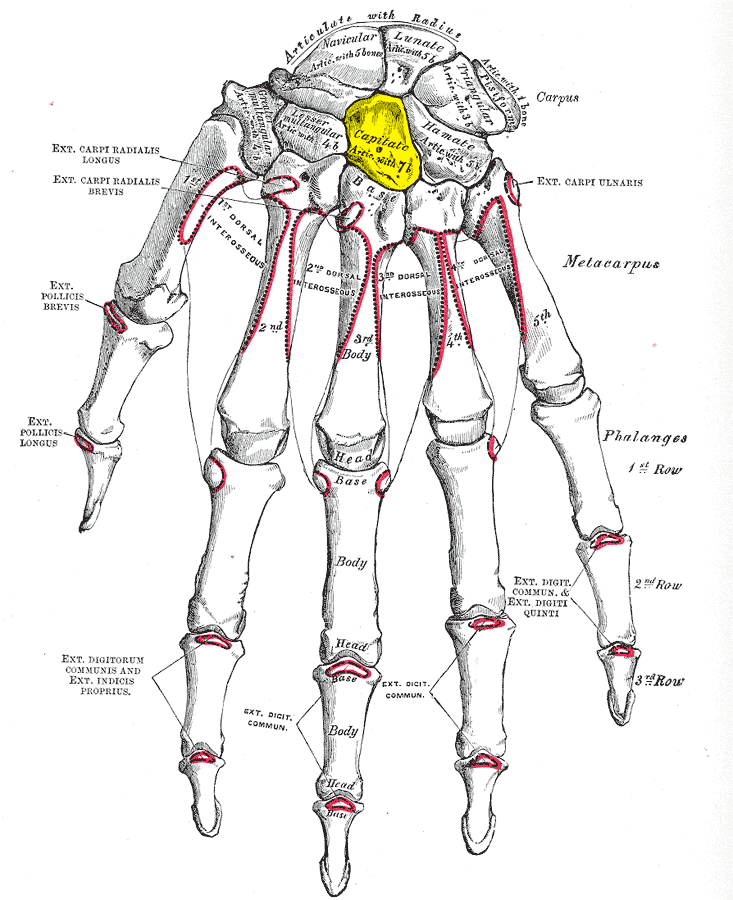
Головчаста кістка (виділена жовтим). Ліва рука. Тильна поверхня.
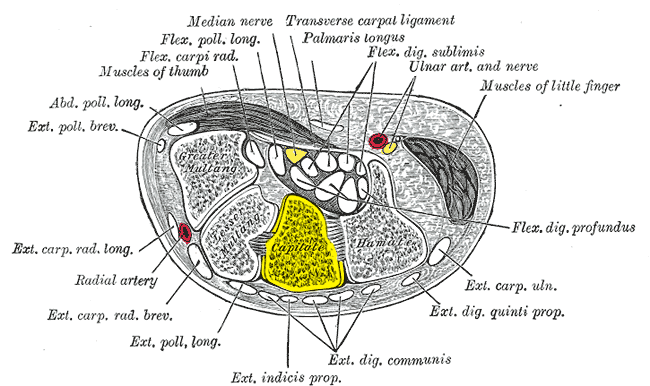
Поперечний розріз через зап'ясток (долонь угорі, великий палець ліворуч). Головчаста кістка виділена жовтим.
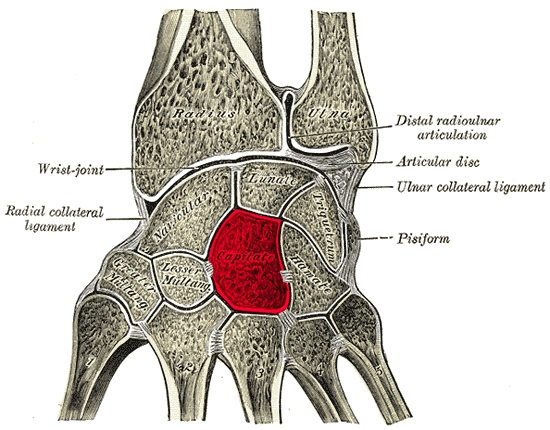
Поперечний розріз зап'ястка (великий палець ліворуч). Головчаста кістка виділена червоним.